# Ernest Castellar i Serra
Ernest Castellar i Serra (Barcelona, 4 de setembre de 1855 - 1 de juliol de 1917) fou un jurista i polític català.

## Biografia
Estava casat amb la filla de l'alcalde Domènec Martí i Gofau. Llicenciat en dret per la Universitat de Barcelona en 1874, el 1884 fou membre de la Junta Directiva del Círculo del Partit Conservador.
Fou primer tinent d'alcalde de l'ajuntament de Barcelona pel districte Universitat en 1895 i diputat provincial pel districte Afores-Granollers en 1884 i pel de Palau-Sant Beltran en 1890. En 1893 fou nomenat vocal del Foment del Treball Nacional i esdevingué membre de la Societat Econòmica Barcelonesa d'Amics del País.
En 1896 fou nomenat tresorer del Col·legi d'Advocats de Barcelona i fou nomenat Senador per la província de Tarragona de 1899 a 1905. En 1911 fou nomenat magistrat suplent de l'Audiència de Barcelona. De 1909 a la seva mort va donar assessorament de manera desinteressada a l'ajuntament de Tiana, on passava l'estiu, raó per la qual li dedicaren un carrer.41° 28′ 41″ N, 2° 16′ 05″ E / 41.4779475°N,2.2679803°E

## Obres
- La codificación civil con un resumen de las legislaciones forales (1879).